# 在宅医療
在宅医療（ざいたくいりょう、英: home medical care）とは、病院や診療所などの医療機関の外（自宅や介護施設など）に医師や看護師、薬剤師などの医療職が出向いて行われる医療行為のこと。
「外来」「入院」に次いで、第三の医療として捉えられている。
- 在宅医療は具体的に「往診」と「訪問診療」の2つに分けられる。
- 従来は、高齢者医療や障害者医療など慢性期分野の自宅療養や、終末期医療で かかりつけの医師（ホームドクター）により行われる事が多かった[3] [4]が、近年では新型コロナウイルス感染症の爆発的流行により自宅療養者が急増した[5]ことで、感染症科や救急科など急性期の分野でも行われるようになり、社会的にも注目が集まっている。

## 往診 と 訪問診療
- 往診と訪問診療は、どちらも医師と看護師らが自宅などに出向き、診療（診察・検査・処置・点滴・投薬など）を行う点では同じだが、両者は全く別の医療であり 診療報酬上の位置付けも異なっている[6]。

### 往診

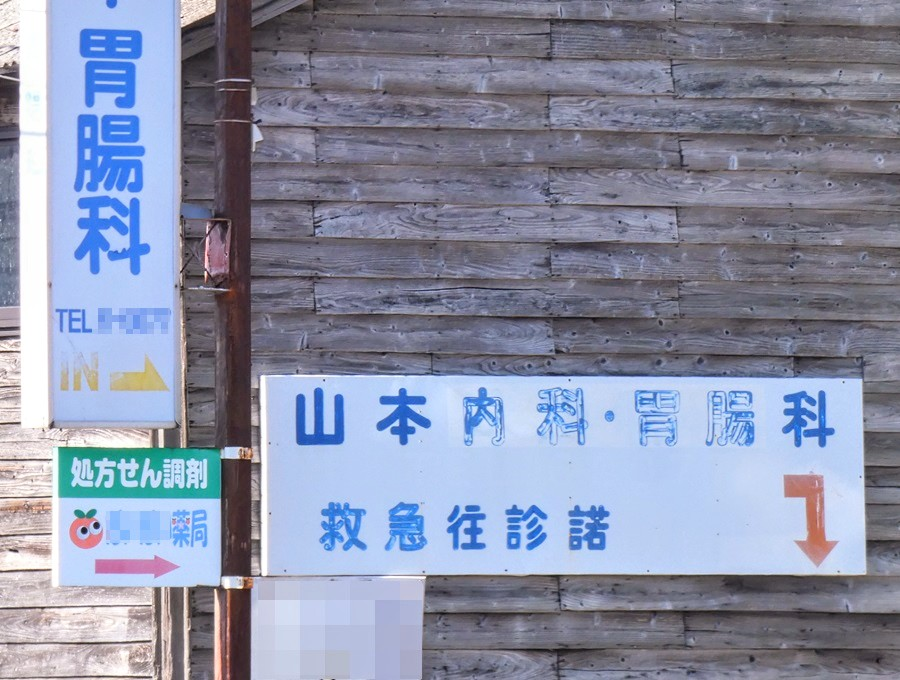
往診対応可能な医療機関の看板

- 突発的な発症や、救急車を呼ぶ程ではない急な体調不良などの際に、患家（患者や親族など）からの要請を受けて、かかりつけの医師と看護師らが患者の元にその都度 出向き、診療（診察・検査・治療・投薬など）を臨時で行うもの[7] 。
- 依頼先の医師が応じてくれれば、患者が要介護者や障害者以外でも、誰でも往診を受ける事ができる[8]（新型コロナウイルス感染症患者を含む）[9]。
- 在宅医療を行う病院やクリニックでも、一定の要件を満たせば、往診用の自家用車を通称「緊急往診車」[10]として緊急自動車の指定を受けることができるようになった。

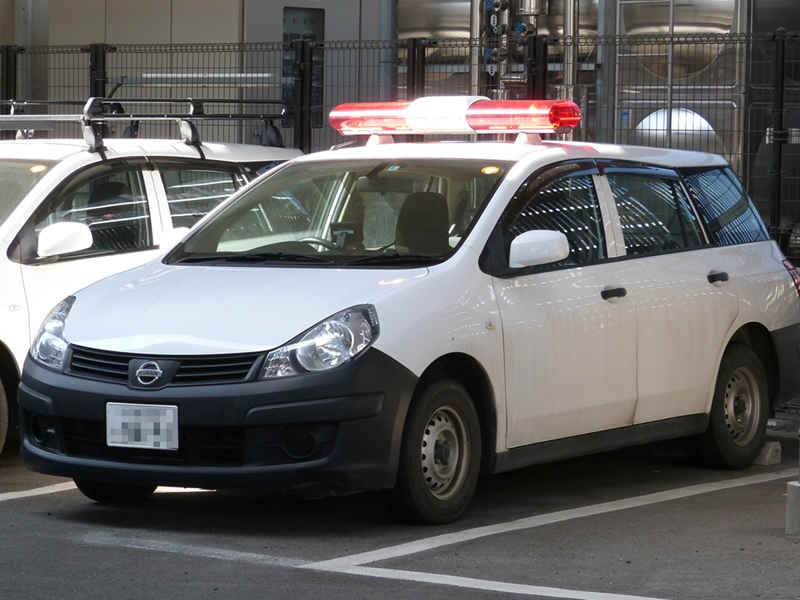
緊急往診車（ドクターカー）

- 医療機関の診療体制（小規模であったり、深夜対応可能な医療従事者を確保出来ない等の理由）により、診療時間外の往診を受付けていない所もあり、医療機関が全て24時間の往診に対応している訳ではない。
- 医学的に合理的な必要性が認められる場合には、1日に複数回の往診を受ける事も可能だが、その都度 費用（診療報酬）が発生する。
- 在宅医療（往診・訪問診療）を実施する医療機関の中でも、24時間 患者等からの連絡を受ける体制（固定電話である必要は無く、医療機関の業務用携帯電話等でも可）を有し、また往診（または訪問看護）対応できる医師・看護師を確保した医療機関は、地方厚生局の認可を受けると「在宅療養支援病院」や「在宅療養支援診療所」として在宅医療を行う事が出来る[11]。

### 訪問診療
- 基本的に一人では通院が困難な病状の療養患者に対して行われる。
- あらかじめ主治医と患者ら（家族やケアマネージャーなども含む）が事前に協議を行い、（例えば1週間に1回や2週間に1回、何曜日の何時から、等の）具体的な在宅療養計画を立て、これに基づいて医師と看護師らが計画的・定期的に患者の元へと出向き診療を行うもの[12]。計画的・定期的な診療を行う事により、患者の病状悪化を防止する事を目的とする場合が多く、慢性疾患や悪性腫瘍、高齢者医療、障害者医療などで行われる事が多い[13]。
- 診療内容は診察・検査・処置[14]・点滴・酸素投与・療養上の相談や指導・投薬（処方箋の交付）など、通院とほぼ同等の医療を受ける事が出来る[15]。

- また、これに加えて 訪問看護や 訪問介護、在宅医療支援薬局による薬剤師訪問サービス[16]、在宅リハビリテーション[17]などを効果的に併用する事により、住み慣れた自宅や施設などに居ながらにして入院とそれほど変わらない医療を受けることも出来る。

- 定期的な訪問診療を受けている患者の症状が急変した場合でも、臨時の「往診」を依頼する事も出来る[18]。訪問診療を行う主治医は、医学的な必要がある場合には、入院先の医療機関のベッド確保などの調整も行う。

## 在宅医療の内容
在宅医療に特段の制限はない。
代表的なものには、悪性腫瘍（癌）、脳疾患（脳梗塞、認知症など）、整形疾患、呼吸器疾患などが挙げられる。現在日本の診療報酬点数に規定されている在宅療法としては下記のような療法がある。
- 呼吸補助療法 - 在宅酸素療法・在宅人工呼吸療法、在宅陽圧呼吸療法
- 栄養補助療法 - 在宅中心静脈栄養療法、成分栄養経管栄養法
- 排泄補助療法 - 在宅自己導尿療法や持続導尿や人工肛門の処置など
- 在宅注射療法 - インスリンや麻薬（モルヒネなど）の注射
- 補助腎臓療法 - 在宅人工透析療法など

これら各療法の利用者が増加している。
常時継続し患者家族が管理する在宅療法と医療者の訪問時に提供される医療を組み合わせると、自宅でも病院とほぼ同様の治療を受けることができるといえる。たとえば輸血や抗生剤治療などを定期的に受けながら自宅療養しているという事例もある。
またこのほか、介護サービスなど、在宅生活を営む上でのさまざまな療養上のアドバイスを行う。
在宅医療は「オーダーメイド医療」という側面もあるといわれている。

## 在宅医療の担い手とその役割分担
在宅医療は病院では一元的に提供されていた医療が、地域の個々の医療機関に役割分担され、「患者の自宅」という「病室」に対して一元的に提供されるもの、医療提供組織の規模が一つの建物から一つの地域に拡散、拡大したものとも言える。現在、その担い手には次のようなものがある。
| 名称                   | 内容 |
| ---------------------- | --- |
| 訪問診療または往診     | 医師が定期的・計画的な診療（多くは月に2〜4回）により、在宅患者の病状管理を行う。容態悪化時には随時訪問し診療も行う。 |
| 訪問看護               | 訪問看護師の定期的・計画的な訪問により患者の主に医療的な処置、ケアを行う。その業務範囲は非常に幅広いが、家事援助や単なるマッサージなどは多職種が担うものとされており、業務外（報酬対象外）とされている。 |
| 訪問歯科診療           | 歯科医師が在宅患者を訪問し歯科診療を行う。訪問診療車に診療所と遜色ない設備を擁し、在宅でも十分な歯科診療を提供できる歯科診療所も存在する。 |
| 訪問歯科衛生指導       | 歯科衛生士が在宅患者を訪問し歯科衛生指導を行う。単なる歯磨き指導に留まらず、食事摂取を継続していくための様々な助言指導も行う。 |
| 訪問リハビリテーション | 理学療法士、作業療法士、言語聴覚士が定期的・計画的に在宅患者を訪問し、必要なリハビリテーションを提供する。単なる機能訓練に留まらず、在宅生活を維持しQOLを向上することを重視する。 |
| 訪問薬剤指導           | 薬剤師が在宅患者を訪問し、調剤や医材の供給はもちろんのこと、処方されている薬剤についてその正しい服薬法等について指導助言する。また残薬整理や副作用状況、在宅患者個々の状況に合わせての服薬支援方法の提案や医師や他職種へのフィードバックを行う。医師の往診に同行し処方に対して薬学的な視点からフィードバックを行う。 |
| 訪問栄養指導           | 栄養士が在宅患者を訪問し、療養上必要な栄養・食事について助言指導する。 |

## 在宅医療の担い手とトレーニング
在宅医療の担い手のトレーニングとしては日本在宅医学会認定専門医制度がある。認定専門医試験では筆記試験とポートフォリオ面接を行う。筆記試験では緩和ケア分野、認知症などの老年医学分野などを問う。その他の医療職においては、薬剤師においては在宅療養支援認定薬剤師制度があり、学会が定めるカリキュラム修了者の中から筆記試験により認定される。

## 在宅医療の担い手とアクセス
在宅医療の担い手として、現在は病院、診療所、歯科診療所、訪問看護ステーション、調剤薬局等がある。訪問リハビリテーションと訪問栄養指導については独立した担い手となる機関は現在設定されていないが、病院、診療所、訪問看護ステーション等に含まれている。そのいずれも患者自身の住居近くに存在しているものであり、かかりつけ医、受診している病院の医療相談室等、または地域の訪問看護ステーションや医師会、歯科医師会、またはケアマネージャー等への問い合わせで最寄りの在宅医療機関を知ることができる。

## 在宅医療の費用
費用は一般的に入院するより安いが、外来に通うより高い。

## 在宅医療診療報酬の推移
診療報酬上の在宅医療が制度化されたのは、1981年インスリンの在宅自己注射指導管理料の導入である。以降、診療報酬改定のたびに、在宅酸素療法指導管理料、在宅自己導尿など在宅医療分野で診療報酬上の評価が行われるようになった。
1986年厚生省、高齢者対策企画推進本部報告において「高齢者に対する施策は、従来施設入所を中心に進められてきたが、高齢者の多くは、老後も住み慣れた地域社会の中で家族とともに暮らしたいという願望を強く持っているので、今後は、家庭での介護機能を強化する観点から、在宅サービスシステムを確立し、施設サービスと合わせた総合的な施策を推進する」と施策の方向性が示され、これを踏まえて同年6月の閣議決定された長寿社会対策大綱においても、「可能な限り家庭と中心とした日常生活の場で必要な医療および看護・介護が行われるように在宅サービスの拡充を図る。このため、開業医を中心とした包括的な健康管理の推進、リハビリテーション等社会生活機能の維持増進に重点を置いた医療体系の確立、保健師による訪問指導などと連携した在宅看護の充実などにより、地域における在宅保険・医療サービスの拡充を図る。」と従来の入院医療などからの決別を明確化した。さらに1992年の第二次医療法改正において「居宅」を「医療提供の場」と位置づけられ、さらに1994年健康保険法の改正において在宅医療が「療養の給付」と位置づけられた。
その後1998年の診療報酬改定において、「寝たきり老人在宅総合診療料」および「24時間連携体制加算」が新設され、2006年改定において、「在宅療養支援診療所」が診療報酬上の制度として整備されて現在に至っている。

## 在宅医療への社会的・政策的期待
1950年代は約8割の人が自宅で亡くなっていたが、医療技術の進展、医療機関の整備に伴い、2008年では逆に約8割の人が病院で亡くなるようになった。この状況を鑑みて厚生労働省は在宅医療を推進している。また政府は長期間入院（社会的入院など）により伸び続ける医療費の抑制のため2003年DPC（診断群分類包括評価）導入し、平均在院日数を大幅に短縮することに成功、在宅医療関連点数の増額も行った。
2006年がん対策基本法が成立。がん患者の居宅療養生活（在宅医療）の質の維持向上を打ち出している。
2010年のエコノミスト・インテリジェンス・ユニットによる調査によると日本の死の質（Quality of Death）は世界で23位、1位は英国。評価項目は、終末期医療に対する国民意識、医療従事者への訓練、鎮痛剤投与状況、GDPの割合など。